# Mały Płock (gemeente)
De gemeente Mały Płock is een landgemeente in het Poolse woiwodschap Podlachië, in powiat Kolneński.
De zetel van de gemeente is in Mały Płock.
Op 30 juni 2004 telde de gemeente 5048 inwoners.

## Oppervlakte gegevens
In 2002 bedroeg de totale oppervlakte van gemeente Mały Płock 140,06 km², waarvan:
- agrarisch gebied: 75%
- bossen: 19%

De gemeente beslaat 14,9% van de totale oppervlakte van de powiat.

## Demografie
Stand op 30 juni 2004:
| Omschrijving                   | Totaal | Totaal | Vrouwen | Vrouwen | Mannen | Mannen |
| ------------------------------ | ------ | ------ | ------- | ------- | ------ | ------ |
| eenheid                        | aantal | %      | aantal  | %       | aantal | %      |
| inwoners                       | 5048   | 100    | 2528    | 50,1    | 2520   | 49,9   |
| bevolkingsdichtheid (inw./km²) | 36     | 36     | 18      | 18      | 18     | 18     |

In 2002 bedroeg het gemiddelde inkomen per inwoner 1326,69 zł.

## Plaatsen
Budy-Kozłówka, Budy Żelazne, Chludnie, Cwaliny Duże, Cwaliny Małe, Józefowo, Kąty, Kołaki-Strumienie, Kołaki-Wietrzychowo, Korzeniste, Krukówka, Mały Płock (sołectwa: Mały Płock I, Mały Płock II en Mały Płock III), Mściwuje, Nowe Rakowo, Popki, Rogienice Piaseczne, Rogienice Wielkie, Rogienice-Wypychy, Ruda-Skroda, Rudka-Skroda, Stare Rakowo, Śmiarowo, Waśki, Włodki, Wygrane, Zalesie.

## Aangrenzende gemeenten
Kolno, Łomża, Nowogród, Piątnica, Stawiski, Zbójna